# Марк Платьєс
Марк Платьєс (нід. Mark Plaatjes; нар. 2 червня 1962) — американський легкоатлет південноафриканського походження, який спеціалізувався в бігу на довгі дистанції та марафонському бігу.

## Спортивні досягнення
Чемпіон світу з марафонського бігу (1993).
Срібний призер Берлінського марафону (1991).
Переможець марафонів у Порт-Елізабеті (1985), Колумбусі (1988) та Лос-Анджелесі (1991).